# Фурнаш
Фурнаш (порт. Furnas) — район (фрегезия) в Португалии, входит в округ Азорские острова. Расположен на острове Сан-Мигел. Является составной частью муниципалитета Вила-да-Повуасан. Население составляет 1541 человек на 2001 год. Занимает площадь 33,88 км².

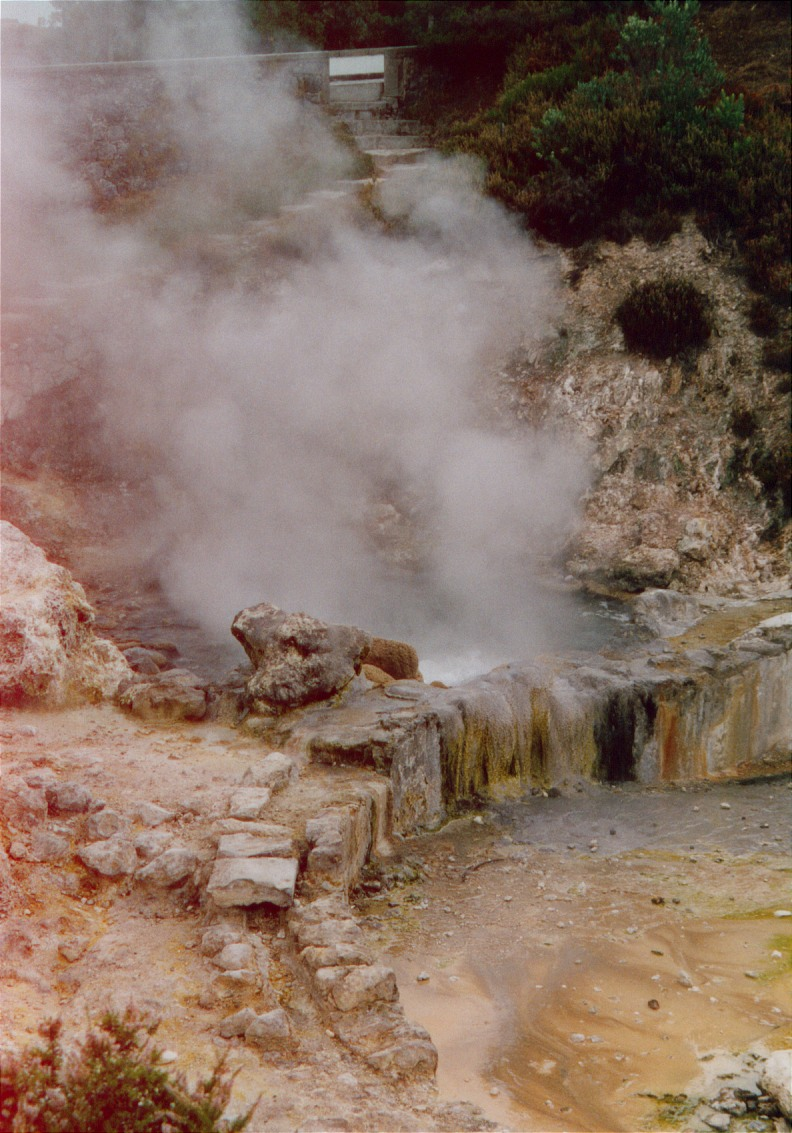